# 心臓病細胞
心臓病細胞（しんぞうびょうさいぼう、英:heart failure cell）とは細胞質内に多量のヘモジデリンを含有している肺胞マクロファージ。心機能障害、肺の鬱血が存在するときに認められる。心不全細胞とも。